# Food and Agriculture Organization Corporate Statistical Database
La Food and Agriculture Organization Corporate Statistical Database (FAOSTAT) est une base de données composée d'un agrégat de bases de données mondiale disséminées sur 245 pays et qui est mise à jour et maintenue par l'Organisation des Nations unies pour l'alimentation et l'agriculture. Les données de la FAOSTAT fournissent une série temporelle depuis 1961 sur la nutrition, la nourriture et l'agriculture. Elle est disponible en arabe, chinois, anglais, français, russe et espagnol. Elle est en accès libre et peut être téléchargée pour exploitation directement sur le site internet de la FAO.
L’objectif stratégique de l’organisation consiste à collecter, analyser, interpréter et diffuser des données fiables pour lutter contre la malnutrition, la faim dans le monde et pour le développement.

## Domaines couverts
- Production agricole : volumes, tarifs, valeur à la ferme (en), surface d'exploitation, rendements par hectare
- Commerce
- Sécurité alimentaire
- Indicateurs agri-environnementaux
- Tarifs
- Ressources
- Émissions dont les gaz à effet de serre
- Investissements
- Produits forestiers

## Liens
Site officiel